# Chrysopa (Euryloba) zhangi
Chrysopa (Euryloba) zhangi is een insect uit de familie gaasvliegen (Chrysopidae), die tot de orde netvleugeligen (Neuroptera) behoort. De soort komt voor in China.